# Empresa Nuclear Argentina de Centrales Eléctricas
La Empresa Nuclear Argentina de Centrales Eléctricas S. A. (ENACE S. A.) fue una empresa mixta con mayoría estatal creada en Argentina en 1980 para la construcción de centrales nucleares eléctricas. Tuvo a su cargo la obra de construcción de la central nuclear Atucha II. Fue disuelta en los años noventa en el marco de las privatizaciones.

## Historia

### Creación y primeros pasos
Fue creada en 1980 por el Poder Ejecutivo luego de la aprobación de un contrato celebrado entre la Comisión Nacional de Energía Atómica (CNEA) y Siemens KWU (proveniente de Alemania Occidental) para la construcción de la central nuclear Atucha II, en el marco del Plan Nuclear, aprobado en 1979 por decreto presidencial.
La empresa tenía su sede en la ciudad de Buenos Aires. Su funcionamiento marchó tal como había previsto hasta la crisis económica de 1982 y 1983.

### Privatización y disolución
En 1994, en el marco de la reforma del Estado desarrollado por el gobierno de Carlos Saúl Menem, el Poder Ejecutivo transfirió al Ministerio de Economía y Obras y Servicios Públicos las acciones y la administración que la comisión nacional de Energía Atómica poseía sobre ENACE.
Por disposición de la Ley de Actividad Nuclear de 1997, el Poder Legislativo declaró «sujeta de privatización» a la obra desarrollada por ENACE. En enero de 1998 el jefe de Gabinete de Ministros de Argentina extendió el plazo de liquidación hasta el 31 de diciembre de 1998 y, en marzo del mismo año, se transfirió a la empresa a la órbita de la Subsecretaría de Normalización del Ministerio de Economía y Obras y Servicios Públicos; y se designó un liquidador.
Fue sucesivamente renovado el plazo de liquidación hasta llegar a fijar el 31 de diciembre del año 2000. Finalmente, en septiembre del año 2000, el ministro de Economía de Argentina dio por finalizada la liquidación de ENACE S. A.